# Enrique Martín Sánchez
Enrique Martín Sánchez, més conegut com a Quique Martín, (Avilés, Astúries, 29 de desembre de 1972) és un futbolista asturià ja retirat. La seva demarcació en el camp solia ser de mitja punta, encara que també podia jugar en la banda esquerra. Malgrat no ser un davanter pur, destacava per la seva capacitat de gol i a més a més, era expert en les jugades de pilota aturada. Jugador esquerrà.
El seu primer equip va ser el Barcelona B, i des de llavors ha jugat en diversos equips, incloent quatre temporades en Primera Divisió. No obstant això, Quique Martín destaca per ser el jugador en actiu amb més partits en Segona Divisió (338 en finalitzar la temporada 2007-08), dels quals més de 200 els ha jugat amb la UD Salamanca en sis temporades no consecutives.
Durant la temporada 2007-08 a més va ser el màxim golejador del seu equip amb 14 gols. L'estiu de 2008, i amb 35 anys, va renovar per una temporada més amb opció a una segona amb el club salmantí.

## Clubs
| Club           | Any       |
| -------------- | --------- |
| FC Barcelona B | 1992-1995 |
| Mérida         | 1995-1997 |
| RCD Espanyol   | 1997-1999 |
| UD Salamanca   | 1999-2001 |
| Vila-real CF   | 2001-2002 |
| UD Salamanca   | 2002-2003 |
| Terrassa FC    | 2003-2005 |
| UD Salamanca   | 2005-2011 |